# Terra Mariana
Terra Mariana (în traducere liberă din latina medievală, „Țara Mariei”) a fost numele oficial pentru Livonia medievală sau pentru vechea Livonie (în germană Alt-Livland, în estonă Vana-Liivimaa în letonă Livonija), care a fost formată în urma Cruciadei Livone⁠(d) în teritoriile care cuprind Estonia și Letonia. Ea a fost înființată la 2 februarie 1207 ca principat al Sfântului Imperiu Roman, însă și-a pierdut acest statut în 1215, când a fost proclamată de către Papa Inocențiu al III-lea direct subordonată Sfântului Scaun.
Terra Mariana a fost împărțită de către legatul papal Guglielmo din Modena⁠(d)  în următoarele principate feudale: 
- Ducatul Estoniei (dominium directum et utile⁠(d) al regelui Danemarcei⁠(d))[7][8]
- Arhiepiscopia Rigăi⁠(d)
- Episcopia Curlandei⁠(d)
- Episcopia Dorpatului⁠(d)
- Episcopia de Ösel-Wiek
- Administrația militară a Fraților Livonieni ai Sabiei[b]

După lupta de la Schaulen din 1236, supraviețuitorii Fraților Livonieni ai Sabiei au aderat în 1237 la Ordinul Teutonic al Prusiei și au devenit cunoscuți sub numele de Ordinul Livonian. În 1346, Ordinul a cumpărat Estonia daneză. De-a lungul existenței Livoniei medievale, au fost lupte constante pentru supremație, între teritoriile conduse de Biserică, cele ale Ordinului, cele ale nobilimii germane seculare și cetățenii orașelor hanseatice Riga și Reval. După înfrângerea în bătălia de la Grunwald în 1410, Ordinul Teuton și Ordensstaatul au intrat în declin, însă Ordinul Livonian a reușit să-și mențină existența independentă. În 1561, în timpul Războiului Livonian, Terra Mariana a încetat să mai existe. Părțile sale nordice au fost cedate Imperiului Suedez și au format Ducatul Estoniei, iar teritoriile sale de sud au devenit parte a Marelui Ducat al Lituaniei — și, în cele din urmă, a Uniunii Polono-Lituaniene — sub forma Ducatului Livoniei⁠(d) și Ducatului Curlandei și Semigaliei. Insula Saaremaa a fost anexată de Danemarca. 
De la începutul secolului al XX-lea, denumirea de Terra Mariana (în estonă Maarjamaa) a fost folosită ca nume poetic sau ca nume afectiv pentru Estonia. În anul 1995, a fost instituit Ordinul Crucii Terrei Mariana⁠(d), o decorație de stat⁠(d) în cinstea independenței Estoniei.